# Раменье (Семендяевское сельское поселение)
Ра́менье— деревня в Калязинском районе Тверской области. Относится к Семендяевскому сельскому поселению.

## География
Находится в 30 километрах к востоку от города Калязин, в 7 километрах от села Семендяево, на границе с Ярославской областью (Угличский район).
Самый восточный населённый пункт Тверской области.

## История
Во второй половине XIX — начале XX века деревня Раменье относилась к Машутинскому приходу Семендяевской волости Калязинского уезда Тверской губернии. В 1888 году — 33 двора, 179 жителей.
В 1940 году Раменье в составе Стрелковского сельсовета Калязинского района Калининской области.
В 1997 году — 13 хозяйств, 22 жителя.

## Население
| 1888 | 1997 | 2010 |
| ---- | ---- | ---- |
| 179  | ↘22  | ↘10  |